# Celui qui n'existait pas
Pour plus de détails, voir Fiche technique et Distribution.
Celui qui n'existait pas (The Night Walker) est un film américain réalisé par William Castle, sorti en 1964.

## Synopsis
Irene Trent est malheureusement mariée à un inventeur millionnaire atteint de cécité et pathologiquement possessif, Howard. Le manoir somptueux où vit le couple regorge d'un assortiment infini d'horloges à coucou, tous en parfait synchronisation tandis que Howard enregistre toutes les conversations de la maison pour référence ultérieure, dans le fol espoir d'attraper Irene en train de planifier une liaison illicite avec un quelconque amant.
Irene vit ainsi dans un état de terreur constant, se demandant jusqu'où ira la jalousie maladive de son époux. Pourtant, malgré les accusations continuelles d'infidélité de sa part, elle lui reste fidèle malgré ses rêves mettant en scène l'avocat personnel de Howard, Barry Moreland, le seul visiteur autorisé dans la maison. Howard passe la plupart de son temps à travailler dans son laboratoire sur différents projets, dont il refuse de divulguer la nature exacte à qui que ce soit. Alors que les tensions montent, Irene se sent de plus en plus piégée dans cette relation solitaire et sans amour. Mais soudain, tout change lorsque Howard est tué par une explosion dans son laboratoire. Irene hérite de la maison ainsi que de toute la fortune d'Howard.
Le laboratoire, devenu une épave calcinée, est sécurisé du reste de la maison par un cadenas afin que personne ne puisse plus y pénétrer. Irene, après avoir consulté Barry Moreland, décide de quitter la maison et de s'installer dans l'arrière-salle d'un petit salon de beauté qu'elle exploitait avant de rencontrer et d'épouser Howard. Presque aussitôt, les rêves recommencent, avec une intensité croissante, jusqu'à ce qu'ils prennent la forme d'un homme idéal connu uniquement sous le nom de Rêve.
Nuit après nuit, le rêve apparaît toujours plus réaliste à Irene, l'emmenant même à une cérémonie de mariage bizarre dans laquelle elle épouse Rêve devant un groupe de témoins à la figures de cire avant de boire du champagne. Finalement, Irene commence à douter de sa santé mentale et souhaite inexplicablement retourner dans la maison cauchemardesque qu'elle partageait avec Howard. Elle finira par découvrir que la vérité derrière ses rêves est un secret complexe de meurtre, de trahison et de tromperie.

## Fiche technique
- Titre original : The Night Walker
- Titre français : Celui qui n'existait pas
- Réalisation : William Castle
- Scénario : Robert Bloch
- Production : William Castle et Dona Holloway producteur associé
- Société de production : William Castle Productions
- Société de distribution : Universal Pictures
- Musique : Vic Mizzy
- Photographie : Harold E. Stine (de)
- Montage : Edwin H. Bryant
- Direction artistique : Frank Arrigo et Alexander Golitzen
- Décors : Julia Heron et John McCarthy Jr.
- Costumes : Helen Colvig
- Pays de production : États-Unis
- Format : Noir et blanc - 35 mm - 1,85:1 - Son : mono (Westrex Recording System)
- Genre : Thriller, Horreur
- Durée : 86 minutes
- Dates de sortie : 
  - États-Unis : 30 décembre 1964
  - France : 17 mars 1965

## Distribution
- Barbara Stanwyck (VF : Jacqueline Ferrière) : Irene Trent
- Robert Taylor (VF : Paul-Émile Deiber) : Barry Moreland
- Judi Meredith : Joyce Holland
- Hayden Rorke : Howard Trent
- Rochelle Hudson : Hilda
- Marjorie Bennett : La gestionnaire d'appartements
- Jess Barker : Malone
- Tetsu Komai : Le jardinier
- Lloyd Bochner : Le rêve

## Autour du film
- Dans la version française les voix des acteurs sont respectivement (Reconnaissances Personnelles)  : Paul-Émile Deiber (Robert Taylor), Jacqueline Ferriere (Barbara Stanwyck), Yves Brainville (Hayden Rorke), Jacques Deschamps (Jess Barker), Rene Arrieu (Paul Frees)